# José Crespo Férez
José Crespo Férez (Murcia, 7 de noviembre de 1900 - íd. 19 de marzo de 1997) fue un actor español que trabajó en España, Hollywood y México.
Hijo de Manuel y Patrocinio, quedó huérfano de madre cuando esta tenía 38 años. Hasta los 14 hizo estudios en el Colegio de los Hermanos Maristas del Paseo del Malecón. Atraído por el teatro hasta el punto de acudir desde pequeño a las representaciones del Teatro Romea, escribir pequeñas piezas y hacer escenografías de cartón, dejó un empleo en la banca para mudarse a Madrid con su hermano mayor cuando contaba 18 años, y allí empezó su carrera como actor en el Teatro Español y la compañía de Catalina Bárcena y Gregorio Martínez Sierra. Participó en pequeñas obras de Carlos Arniches e incluso en el Pygmalion de George Bernard Shaw y obras de Charles Dickens hasta que ocho años después de su viaje se convirtió en primer actor de la compañía. Volvió entonces a Murcia y llenó dos días el teatro Romea con la obra El corazón ciego, de Gregorio Martínez Sierra. Debutó en el cine con la película Mancha que limpia (1924), una adaptación del drama homónimo de José Echegaray, con Aurora Redondo. En 1925 estuvo junto a Catalina Bárcena en el Teatro Fémina de París, hizo una gira por varios países de Hispanoamérica y llegó a los Estados Unidos en diciembre de 1926, donde tuvo un gran éxito en Los Ángeles con la obra El gran Galeoto de José Echegaray, llamando la atención de los estudios de cine, en los que entró bajo el patrocinio de Edwin Carewe y Dolores del Río. 
Se instaló en Hollywood definitivamente en 1928. Su primera cinta estadounidense fue La venganza, de Edwin Carewe, y actuó en una de las primeras películas sonoras, Joy Street (1929). En mayo de 1930, después de permanecer unos meses apartado en México por carecer de permiso de residencia en los Estados Unidos, lo llamaron de la Metro-Goldwyn-Mayer con un contrato de larga duración y consiguió el visado por tiempo indefinido. La Metro pensaba utilizarlo para sustituir a John Gilbert en las versiones dobladas de sus películas para Hispanoamérica y ambos actores llegaron a conocerse y a ser buenos amigos. Con la desaparición del cine mudo, se especializó (1930-35) en las versiones dobladas e interpretadas con actores autóctonos en español de películas de United Artists, la Fox y la Metro-Goldwyn-Mayer antes de que se generalizara el doblaje en off; para la Fox hizo sobre todo comedias, y para la Metro dramas; era actor no solo en películas en español, sino en inglés, idioma que hablaba perfectamente. Después actuó en Nueva York en la radio para el mercado hispano de CBS, incluyendo la serie Hollywood por dentro y cuando los estudios de doblaje españoles se establecieron en Nueva York, fue contratado como director:
Cuando se dejaron de hacer películas en Hollywood una sociedad, creada para estos menesteres, firmó un contrato con la Paramount. Ellos, que conocían mi actividad, me llamaron para que dirigiera estos estudios del doblaje. Hacia los doblajes para la Paramount y la United Artists.
En particular, fue la voz habitual de Joseph Cotten en las películas de Paramount. En 1936 se instaló en México y después, tras una breve estancia en España, volvió a Estados Unidos (1964) para dirigir el Teatro Español de Nueva York. La obra de Pedro Calderón de la Barca elegida para el debut, La vida es sueño, alcanzó 84 representaciones en castellano. Su última película fue Un millón de dólares fuera de impuestos (1980), con José Luis López Vázquez. Amistó con actores como Charles Chaplin, Gary Cooper, Douglas Fairbanks o Dolores del Río, llegando a ser conocido en Hollywood como “el Valentino español”. 
Durante una temporada el actor trabajó en México protagonizando diversas películas y amistando con la actriz y espía nazi Hilda Krüger, después cosechó varios éxitos en Cuba. En 1967 regresaría definitivamente a España y se instaló en Madrid. Se fue alejando del oficio, pero aún participó en pequeños papeles o colaborando con amigos como Antonio Mercero en su serie para televisión Este señor de negro. En 1989 se instaló definitivamente en Murcia y vivió los últimos años de su vida en una residencia frente al Mar Menor, rodeado de sus recuerdos y fue reconocido en 1996 con la Medalla de Oro del Centenario del Cine Español por la Academia de Cine de España.

## Filmografía
- Un millón de dólares fuera de impuestos, 1980.
- La perla negra 1977.
- Caza menor, 1976, mediometraje para televisión dirigido por Gustavo Pérez Puig
- El libro de buen amor II, 1976.
- La mujer de nadie, 1950.
- La niña de mis ojos, 1947.
- El amor abrió los ojos, 1946.
- La torre de los suplicios, 1941.
- El secreto de la monja, 1940.
- El insurgente, 1940.
- El milagro de la Calle Mayor, 1939.
- Tengo fe en ti, 1937, terminada en 1940.
- La vida bohemia, 1938
- Rascals, 1938.
- Abajo los hombres, (1936)
- Angelina o el honor de un brigadier, 1935.
- La última cita, 1935.
- Hombres contra hombres, (1935)
- Alas sobre el Chaco, 1935.
- Hollywood Hoodlum, 1934
- Tres amores, 1934.
- Señora casada necesita marido, 1934.
- Dos noches, 1933
- La ciudad de cartón, 1933.
- Revenge at Monte Carlo, 1933.
- Love in Every Port, o En cada puerto un amor, 1931.
- La mujer X, 1931.
- The Trial of Mary Dugan o El proceso de Mary Dugan, 1931.
- Olimpia, 1930.
- Wu Li Chang, 1930.
- El presidio, 1930.
- Joy Street, 1929.
- Revenge, (1928) [nota 1]
- Mancha que limpia, (1924)

## Actuaciones en televisión
- Estudio 1
  - Todo sea para bien (10 de junio de 1969)
  - Catalina de Aragón (15 de julio de 1969)
  - Catalina de Aragón II (29 de julio de 1969)
  - Operación Shakespeare (8 de junio de 1973)
  - Sigfrido (21 de septiembre de 1973)
  - El motín del Caine (11 de enero de 1974)
- Novela
  - David Copperfield XII (30 de diciembre de 1969)
  - La actriz (23 de julio de 1973)
  - Caza menor III (14 de enero de 1976)
  - Caza menor IV (15 de enero de 1976)
  - Caza menor XVIII (4 de febrero de 1976)
  - Caza menor XIX (5 de febrero de 1976)
  - Caza menor XX (6 de febrero de 1976)
- Diana en negro
  - La esposa del jugador (9 de enero de 1970)
- Crónicas de un pueblo
  - La noche de los arqueólogos (26 de marzo de 1972)
- Los pintores del Prado
  - Goya, o la impaciencia (10 de julio de 1974)
- Palabras cruzadas
  - Un zorro blanco (8 de enero de 1975)
- Este señor de negro
  - Ritos ancestrales (14 de enero de 1976)
- La señora García se confiesa
  - La amiga (21 de diciembre de 1976)
- Mujeres insólitas
  - La reina loca de amor (15 de marzo de 1977)